# 维伦 (波兰)
維倫（Wieleń  [ˈvjɛlɛɲ]）是位於波蘭的城市。屬大波蘭省。市內有教堂和俾斯麥塔等古跡。

## 外部連結
- Wieleń's City Department （页面存档备份，存于）
- High School in Wieleń
- M-GOK Wieleń （页面存档备份，存于）

52°53′32″N 16°10′25″E / 52.89222°N 16.17361°E